# 고성 육송정 홍교
고성 육송정 홍교(高城 六松亭 虹橋)는 대한민국 강원특별자치도 고성군 해상리와 탑현리의 경계에 있는 다리이다. 2002년 2월 6일 대한민국의 보물 제1337호로 지정되었다.

## 개요
건립연대는 정확히 알 수 없지만 능파교와 함께 을축년(1745년)의 대홍수로 붕괴되었던 점을 고려할 때 능파교(1704년)와 비슷한 시기에 건립된 것으로 추정되며, 1748년에 편찬된 《杆城郡邑誌》에 육송정홍교가 언제 만들었는지 알 수 없다고 기록되어 있어 능파교보다 더 오래되었을 가능성도 있다.
간성읍 해상리와 탑현리의 경계지점에 위치하고 있다. 하천의 폭이 12.3m 정도 되는 곳에 석축을 쌓고, 길이 10.6m의 다리를 놓았다. 현재는 상면에 목교(木橋, 폭3m)가 가설되어 있다.
홍예의 기초는 자연지형을 잘 활용하여 동쪽은 암반(높이 1.7m)을 그대로 이용하여 그 위에 홍예돌과 비슷한 크기의 장대석으로 1단의 지대석(높이 30cm)을 두었다. 서쪽에서는 3단의 지대석을 쌓은 후 그 위에 홍예를 올렸는데, 1 단에 2개씩의 장대석을 이어서 만들었다. 서쪽 지대석의 높이는 1단이 묻혀 있어 정확히 알 수 없으나 2단이 70cm, 3단이 60cm로 매우 거대하다.
홍예는 21단으로 홍예의 지름은 720cm이다. 폭 290cm인 각 단은 2개씩의 장대석(일부는 3개)을 이어서 축조하였다. 홍예돌로 사용된 장대석의 크기는 긴 것은 240x40x54cm이고, 작은 것은 33x40x54cm, 대부분은 134x40x54cm 정도였다.
홍예와 날개벽 사이의 교각 면석은 장대석을 사용하지 않고 자연석인 냇돌(川石)을 사용하였는데 아래쪽에는 큰 것을, 위쪽에는 작은 돌을 사용하였다.
암석종류는 동쪽 4번째의 홍예석은 중립질 석영섬록암이고, 나머지 홍예석 전체는 조립질 석영섬록암이다.
홍예교는 조형미가 아름다울 뿐만 아니라 구조적으로도 안정된 형식의 다리이다. 고성 건봉사 능파교와 고성 육송정 홍교는 모두 단칸 홍예교로 자연지형을 잘 이용하여 축조하였으며 특히 능파교는 축조연대와 건립자 등을 알려주는 비석을 구비하고 있어 홍예교 연구에 중요한 자료이다.
건봉사 능파교와 육송정 홍교는 보존상태도 양호하고 우리나라 석교의 아름다운 조형미를 잘 보여주는 중요한 유물로서 역사적, 학술적 가치가 뛰어난 작품이다.

## 같이 보기
- 고성 건봉사 능파교 - 보물 제1336호

## 참고 자료
- 고성 육송정 홍교 - 국가유산청 국가유산포털